# Pedro Claro Meurice Estiu
Pedro Claro Meurice Estiú (San Luis, Cuba, 23 de fevereiro de 1932 - Miami, EUA, 21 de julho de 2011) foi o arcebispo católico romano de Santiago de Cuba.
Meurice estudou filosofia e teologia nos seminários de Virgen de la Caridad del Cobre e Havana e no St. Thomas Aquinas em Santo Domingo, República Dominicana. Depois de sua ordenação em 26 de junho de 1955, estudou espiritualidade com Joaquín Goicoecheaundía no seminário de Vitória, Espanha. De 1955 a 1958 concluiu o doutorado em direito canônico na Pontifícia Universidade Gregoriana de Roma. Depois de vários cursos de formação na França e na Bélgica, voltou a Santiago de Cuba e tornou-se vice-chanceler e secretário do arcebispo Enrique Pérez Serantes. Em 1963 foi nomeado chanceler e em 1966 pároco da Vista Alegre em Santiago de Cuba.
Papa Paulo VI nomeou-o em 1967 bispo titular de Teglata na Numídia e bispo auxiliar na arquidiocese de Santiago de Cuba. o arcebispo Enrique Pérez Serantes concedeu-lhe a consagração episcopal na Catedral de Santiago de Cuba; Os co-consagradores foram Adolfo Rodríguez Herrera, Bispo de Camagüey, e Alfredo Ignacio Llaguno Canals, Bispo Auxiliar de San Cristóbal de la Habana.
Após a morte do Arcebispo Pérez Serantes em 18 de abril de 1968, foi nomeado Vigário Geral e em 25 de junho do mesmo ano pelo Papa Paulo VI nomeado Administrador Apostólico de Santiago de Cuba.
Em 4 de julho de 1970, foi nomeado arcebispo de Santiago de Cuba, que também abriga o local de peregrinação mariana mais popular de Cuba, a Virgen de la Caridad del Cobre. Foi também Administrador da Arquidiocese de Havana em 1980/81. Em 1998, recebeu a visita do Papa João Paulo II.
Em 10 de fevereiro de 2007, o Papa Bento XVI aceitou sua aposentadoria por idade, seu sucessor foi Dionisio Guillermo García Ibáñez. Pedro Meurice sofria de diabetes e morreu de insuficiência renal em uma clínica em Miami, nos Estados Unidos.
O arcebispo Pedro Meurice Estiú foi considerado um pilar da Igreja Católica cubana e foi um crítico severo do regime de Fidel Castro.
“Durante a histórica visita do Papa João Paulo II a Cuba, ele atacou publicamente o então primeiro-ministro Fidel Castro no início de um serviço religioso em 24 de janeiro de 1998 com palavras duras. Na presença do irmão e posterior sucessor de Fidel Castro, Raúl Castro, Meurice declarou que os cubanos precisam "desmistificar os falsos messias" e lamentou o fato de o exílio dividir o povo. Após a morte de João Paulo II em 2005, Fidel Castro assistiu a uma missa fúnebre em Havana liderada por Meurice; ao mesmo tempo, ele declarou que não iria segurar o arcebispo contra o incidente da época.”[3][2]
A crítica pública do arcebispo foi particularmente importante porque não só os meios de comunicação internacionais se interessaram pela visita do Papa, como também o serviço foi transmitido ao vivo pela televisão cubana. Pela primeira vez desde que Fidel Castro assumiu o controle total da mídia do país logo após a revolução, os cubanos viram um cubano criticar o presidente na frente de toda a nação pela primeira vez em todo o país. O sucessor de Meurice, García Ibáñez, teve a mesma oportunidade em março de 2012, quando também deu as boas-vindas ao Papa Bento XVI. no início de seu serviço em Santiago de Cuba: Quando García Ibáñez recordou as palavras históricas de Meurice durante seu discurso, os aplausos irromperam espontaneamente entre os mais de 200.000 participantes.